# Soneto 26
| «» Soneto 26 |
| --- |
| Lord of my love, to whom in vassalage Thy merit hath my duty strongly knit, To thee I send this written embassage, To witness duty, not to show my wit: Duty so great, which wit so poor as mine May make seem bare, in wanting words to show it, But that I hope some good conceit of thine In thy soul's thought, all naked, will bestow it: Till whatsoever star that guides my moving, Points on me graciously with fair aspect, And puts apparel on my tottered loving, To show me worthy of thy sweet respect: Then may I dare to boast how I do love thee; Till then, not show my head where thou mayst prove me. |
| –William Shakespeare |

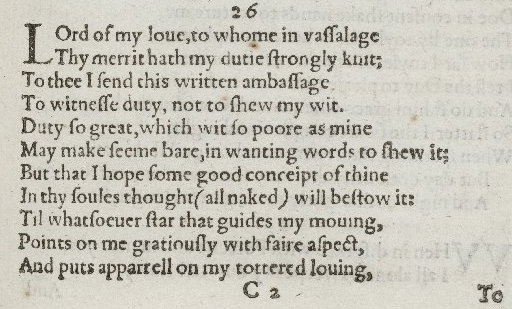

Soneto 26 foi escrito por William Shakespeare e faz parte dos seus 154 sonetos. Este soneto encapsula vários temas, não só dos sonetos 20-25, mas também dos primeiros 25 poemas em conjunto: a função de escrever poemas, o efeito das diferenças de classe, e do amor.

## Traduções
Na tradução de Thereza Christina Rocque da Motta,
Senhor do meu amor, de quem, em vassalagem,
Uniu firme o teu mérito ao meu dever,
A ti envio este pedido por escrito,
Em testemunho do dever, não do meu talento;
Dever tão grande, cujo talento tão pobre quanto o meu
Parece destituído de palavras para expressá-lo,
Mas que espero que o teu bom conceito
Em teu âmago, todo despido, lhe trará;
Até que uma estrela que guie o meu gesto
Aponte-me graciosamente com a sua beleza,
E vista o meu amor maltrapilho,
Para mostrar-me merecedor de teu doce respeito.
Então, que eu ouse me gabar do amor que sinto;
Até lá, me guardarei para que não me desafies.